# Columbia-Haus
Columbia-Haus (tyska KZ Columbia-Haus eller KZ Columbia) var ett koncentrationsläger, beläget vid Tempelhofer Feld i stadsdelen Tempelhof i Berlin. Byggnaden uppfördes omkring år 1900 och tjänade först som militärfängelse. Från 1933 till 1934 fungerade den som häkte för Gestapo. Det egentliga koncentrationslägret öppnades den 27 december 1934 och ägde bestånd till den 5 november 1936. En rad kända personer var internerade i Columbia-Haus, bland andra Leo Baeck och Ernst Thälmann.

### Webbkällor
- Klaus Hübner: Das vergessene Gedenken. Der Tagesspiegel. 28 december 2003. (tyska)